# Pagaronia impunctata
Pagaronia impunctata är en insektsart som beskrevs av Toyohi Okada 1978. Pagaronia impunctata ingår i släktet Pagaronia och familjen dvärgstritar. Inga underarter finns listade i Catalogue of Life.